# محمدعلی وفا اصفهانی
محمدعلی اصفهانی متخلص به وفا از خوشنویسان صاحب‌نام خط شکسته نستعلیق بوده‌ است.
محمدعلی وفا اصفهانی از معاصرین و پیروان سبک محمدشفیع هروی حسینی معروف به شفیعا و دارای وقوف در طب و شعر بوده و خط شکسته را بسیار پخته و استادانه می‌نوشته و از پیشوایان آیین خط به شمار می‌رود  اما شهرت چندانی نداشته‌ است.
محمدعلی وفا اصفهانی تا نیمه دوم قرن ۱۲ هجری زیسته‌است. اگر چه تاریخ وفات او به طور دقیق معیّن نشده اما تا سال ۱۱۶۱ه‍. ق که تاریخ تألیف کتاب «ریاض الشعرا» بوده حیات داشته‌ است. مرقعی به تاریخ ۱۱۲۶ ه‍. ق از او موجود است.